# Annette de Vries
Annette de Vries (Amsterdam, 24 mei 1954) is een Nederlands schrijfster.

## Levensloop
Annette werd geboren als dochter van een Surinaamse vader en een Nederlandse moeder. Op tweejarige leeftijd verhuisde ze met haar ouders terug naar Suriname. Haar vader was aardrijkskundeleraar aan de AMS, op dat moment de enige HBS-opleiding in Suriname. Haar moeder werkte als fysiotherapeute. In 1969 keerde ze weer terug naar Nederland.
Van 1973 tot 1978 doorliep De Vries de Amsterdamse Toneelschool. Vanaf 1979 legde ze zich toe op het lesgeven en regisseren van amateurspelers. Daarnaast volgde ze de opleiding Theaterdocent. In 1984 studeerde ze daarin af. Aan deze opleiding werkte ze vervolgens als stafdocent en was lid van het artistiek kernberaad. Ook ontwikkelde ze zich tot mentor van studenten. Ook behaalde ze in deze periode een eerstegraads lesbevoegdheid voor het kunstvakonderwijs.

## Carrière
Na haar vertrek aan de opleiding Theaterdocent, in 1993, hield ze zich tot halverwege 1995 bezig met het schrijven van artikelen over toneelspelen. Ook schreef ze in opdracht van het Nederlands Centrum voor Amateurtoneel een boek over toneelspelen, getiteld 'De afstand tot de maan, amateurspelers en de basisvaardigheden van het acteren'. Dit boek wordt nog steeds als lesmateriaal gebruikt aan opleidingen voor Theaterdocent in Nederland.
Sinds 1995 werkt Annette de Vries in de kunstensector als adviseur culturele diversiteit in de kunsten. Ze geeft advies, doet onderzoek, organiseert projecten en schrijft essays, artikelen, columns, interviews, beleidsplannen en projectplannen. Bij het Platform Amateurkunst en het VSB Fonds coördineerde ze twee grote projecten van ieder anderhalf jaar. En samen met Ernestine Comvalius, directeur van Krater Theater Zuidoost, richtte ze in Amsterdam Zuidoost de Theaterwerkplaats Zuidoost op.
In 2000 en 2001 trok ze zich voor een groot gedeelte terug uit de adviespraktijk om haar roman 'Scheurbuik' af te maken, die in februari 2002 bij uitgeverij Atlas verscheen.
In het najaar 2010 kwam haar tweede roman Drijfhout uit. Behalve als adviseur werkt ze als coach en begeleidt ze binnen het traject Van Talent Naar Beroep van Kunstenaars en Co aankomende schrijvers. Hetzelfde doet ze voor het Fonds voor de Letteren.

## Scheurbuik
In de roman Scheurbuik keert de 33-jarige Lucia Mac Nack terug naar Suriname om haar oude vriend Miguel bij te staan. Deze Miguel heeft leukemie en nog drie maanden te leven. Scheurbuik is een roman over liefde en de onmogelijkheid er van. Natuurlijk speelt in het boek het thema van het verscheurd zijn: het verlaten van je geboorteland. Maar ook de terugkeer waarbij blijkt dat hetgeen men achterliet niet hetzelfde is gebleven (of juist wel). De Vries verwerkt ook op intelligente wijze de geschiedenis van de koloniale samenleving in Suriname en de manier waarop dit nog steeds doorwerkt.

## Drijfhout
Ooit maakten Barend, Eddy en Hortence deel uit van een bijeengesprokkeld gezin, dat woonde aan de Marowijnerivier in het dorpje Albina in Suriname. Een schokkend sterfgeval maakte een einde aan hun wankele verbintenis. Met zijn moeder en broertje keerde Barend terug naar Nederland.
Tweeëndertig jaar later schrikt Hortence op door een onverwacht telefoontje van Barend. Oude wonden gaan open. De drie personages proberen vertwijfeld de dramatische gebeurtenissen uit hun verleden te reconstrueren en eens en voor altijd vast te stellen of ze nu dader of slachtoffer waren.
De karakters in Drijfhout worstelen met de band tussen ouders en kinderen, liefde, klassenverschillen en het kunstenaarschap. Annette de Vries laat overtuigend zien hoe Surinamers en Nederlanders proberen verbitterde verhoudingen te herstellen.